# Syringopais
Syringopais é um gênero de traça pertencente à família Agonoxenidae.